# Hans-Günther Schmalz
Hans-Günther Schmalz (* 30. Juni 1957) ist ein deutscher Chemiker und Professor für Organische Chemie an der Universität zu Köln.

## Leben
Das Studium der Chemie an der Johann Wolfgang Goethe-Universität Frankfurt am Main schloss H.-G. Schmalz 1983 mit dem Diplom ab. Die Promotion erfolgte 1985 an derselben Universität bei Gerhard Quinkert. Nach einem Postdoc-Aufenthalt an der Princeton University in New Jersey, Vereinigte Staaten, bei Martin F. Semmelhack arbeitete er in den Jahren 1988 und 1993 an seiner Habilitation als Junior Research Group Leader an der Goethe-Universität in Frankfurt am Main. 1994 folgte ein Ruf für eine C3-Professur für Organische Chemie an die Technische Universität Berlin, wo er bis 1999 blieb. Seit 1999 ist er Lehrstuhlinhaber (C4-Professor) für Organische Chemie an der Universität zu Köln.

## Forschung und Lehre
Der Schwerpunkt seiner Arbeit liegt auf dem Gebiet der (stereoselektiven) Synthese von Naturstoffen und deren bioaktive Analoga, enantioselektive Übergangsmetallkatalyse sowie Entwicklung von Liganden, Enzym-aktivierte CO-freisetzende Moleküle sowie Sekundärstruktur-Mimetika zur Inhibition von Protein-Wechselwirkungen.
Zwischen den Jahren 2008 und 2011 war er Dekan der Mathematisch-Naturwissenschaftlichen Fakultät sowie zwischen den Jahren 2013 und 2017 war er Direktor des Departments für Chemie der Universität zu Köln. Er ist Mitglied des GDCh-Vorstandes. Von 2013 bis 2018 war er zudem Mitglied des Vorstandes der Fachgruppe Chemieunterricht und von 2016 bis 2018 deren Vorsitzender.

## Auszeichnungen
- 1986–1989: Liebig Postdoctoral Fellowship (Fonds der Chemischen Industrie)
- 1998: Champion der Lehre, TU-Berlin
- 2006 und 2016:  Albertus-Magnus Teaching Award, Universität zu Köln

## Werke (Auswahl)
- Schmalz, Hans-Günther (Hrsg.): Organic Synthesis Highlights IV, Wiley-VCH, Weinheim 2000, ISBN 3-527-29916-5
- Schmalz, Hans-Günther; Wirth, Thomas (Hrsg.): Organic Synthesis Highlights V, Wiley-VCH, Weinheim 2003, ISBN 3-527-30611-0